# Curzio Picchena
Curzio Picchena (né le 11 janvier 1553 à San Gimignano et mort le 16 juin 1626  à Florence) est un homme politique et érudit italien, se rattachant au courant de l'humanisme.

## Biographie
Après avoir obtenu un doctorat en droit à l'université de Pise, Curzio Picchena effectue une longue carrière dans la diplomatie pour le compte des Médicis. Il entre au service du grand-duc François Ier de Médicis. De 1576 à 1579, il occupe le poste de secrétaire de légation en France auprès de l'ambassadeur Sinolfo Saracini. Accusé de l'assassinat de rebelles florentins ayant trouvé refuge auprès de la reine-mère Catherine de Médicis, il rentre précipitamment à Florence, mais ces accusations ne compromettent pas sa carrière diplomatique, qu'il va poursuivre la même année en Espagne auprès de l'ambassadeur Bernardo Canigiani, puis l'année suivante au Portugal, auprès de Don Pietro de Médicis, le dernier des fils de Cosme Ier de Toscane.
En 1598-1599, il est envoyé comme représentant du grand-duc dans le duché de Ferrare, où il se rend d'abord pour rencontrer le pape Clément VIII. Il devient ensuite en 1601 secrétaire d'État de Ferdinand Ier de Médicis, puis premier secrétaire du Grand-duché de Toscane en 1613.
Il a entretenu une correspondance avec Galilée et a publié, en 1607 une excellente édition des œuvres de Tacite. Il était l’ami de Giovanni Battista Strozzi, de Lorenzo Pignoria et des autres savants qui brillaient à cette époque autour du trône des Médicis.
Il a eu une fille, Catherine (1608-1659), épouse et veuve de Lorenzo Buondelmonti, qui fut enfermée par Ferdinand II de Médicis dans un tour de la forteresse de Volterra, où elle mourut.

## Œuvres
Pendant sa longue administration, Picchena n’avait pas cessé de consacrer à l’étude tous les instants qu’il pouvait dérober à ses devoirs. Il entretenait avec Juste Lipse, qu’il avait connu dans une de ses missions à Vienne (1583), une correspondance amicale et littéraire dont il nous reste quelques monuments. Ayant revu le Tacite de Lipse sur deux anciens manuscrits de la bibliothèque Laurentienne, il publia les notes et les corrections dont Lipse a beaucoup profité pour ses éditions postérieures de cet historien, Francfort, 1603, in-4°, précédées d’une dédicace au grand-duc Cosme, écrite avec une franchise remarquable. Les notes de Picchena, réimprimées dans l’édition qu’il a donnée de Tacite, Francfort, 1607, in-fol., et Genève, 1609, même format, ont été reproduites dans les éditions connues sous le nom de Variorum.

## Source de la traduction
- (it) Cet article est partiellement ou en totalité issu de l’article de Wikipédia en italien intitulé « Curzio Picchena » (voir la liste des auteurs).